# 歐洲區域或少數民族語言憲章

签署并批准的会员国（淺綠色）、签署但并未批准的会员国（深綠色）、未签署未批准的成员国（白色）和非歐洲委員會成員國（灰色）

《歐洲區域或少數民族語言憲章》（英語：European Charter for Regional or Minority Languages）是一條由歐洲委員會支持下於1992年通過的歐洲條約（CETS 148），目的是保護和促進在歐洲的歷史性方言和少數民族語言。憲章僅適用於簽署國的國民傳統上所使用的語言，從而排除近年外來移民所使用的語言，這大大不同於大多數語言或官方語言，從而排除簽署國僅僅關注當地的法定方言或主要語言的情況。憲章可能以領土為基礎，如國家地區或區域內的國民傳統上所講的方言；或不局限於一個國家內的少數民族語言，例如在歐洲被廣泛使用的意第緒語和羅姆語。
該語言是一個國家內的地區、省或聯邦單位的官方語言而不是國家的法定語言的的話，便有可能受惠於憲章。另一方面，由於愛爾蘭共和國將愛爾蘭語國家第一官方語言而未能代表該語言簽署憲章。英國基於憲章承認了北愛爾蘭的愛爾蘭語。法國雖已簽署該憲章，却尚未立法通過，但依然承認其所有本土語言。
憲章規定了簽署國採取大規模和不同的行動來保護和促進歷史性方言和少數民族語言。保護程度分兩級：較低層次的保護是所有簽署國必須呈交合資格的語言；較高層次的保護則是簽署國須要宣稱合資格的語言會從高度保護中得益，並至少設立35項行動作保護。

## 憲章所保護的語言
下列為已經批准憲章的國家和其所承認的語言國家：
| 亞美尼亞 批准日期：2002年1月25日 - 亞述新亞蘭語 - 希臘語 - 俄語 - 庫爾德語（雅茲迪教派的語言） 奥地利 批准日期：2001年6月28日 - 克羅地亞語（布爾根蘭州） - 斯洛文尼亞語（克恩頓州和施蒂利亞州） - 匈牙利語（布爾根蘭州和維也納） - 捷克語（維也納） - 斯洛伐克語（維也納） - 羅姆語（布爾根蘭州） 批准日期：1997年11月5日 - 意大利語 - 塞爾維亞語 - 匈牙利語 - 捷克語 - 斯洛伐克語 - 盧森尼亞語 - 烏克蘭語 賽普勒斯 批准日期：2002年8月26日 - 亞美尼亞語 - 塞浦路斯馬龍尼阿拉伯語 捷克 批准日期：2006年11月15日 - 斯洛伐克語 - 波蘭語 - 德語 - 羅姆語 丹麦 批准日期：2000年9月8日 - 德語（南日德蘭） 芬兰 批准日期：1994年11月9日 - 卡累利阿語 - 薩米語 - 瑞典語（官方語言之一） 德国 批准日期：1998年9月16日 - 丹麥語（） - 上索布語（薩克森自由州） - 下索布语（勃蘭登堡） - 北弗里西亞語（） - 沙特弗里西語 （下薩克森） - 羅姆語 - 低地德語 匈牙利 批准日期：1995年4月26日 - 克羅地亞語 - 德語 - 羅馬尼亞語 - 塞爾維亞語 - 斯洛伐克語 - 斯洛文尼亞語 列支敦斯登 批准日期：1997年11月18日 - 沒有方言或少數民族語言 盧森堡 批准日期：2005年6月22日 - 沒有方言或少數民族語言 蒙特內哥羅 批准日期：2006年2月15日 - 阿爾巴尼亞語 - 羅姆語 荷蘭 批准日期：1996年5月2日 - 西弗里斯蘭語（弗里斯蘭省） - 林堡語 - 荷蘭低地撒克遜語 - 羅姆語 - 意第緒語 挪威 批准日期：1993年11月10日 - 薩米語 - 克文語 - 羅姆語 - 魯馬尼語 波蘭 批准日期：2009年2月12日 - 白俄羅斯語 - 捷克語 - 希伯來語 - 意第緒語 - 卡拉伊姆語 - 卡舒比語 - 立陶宛語 - 蘭克語 - 德語 - 亞美尼亞語 - 羅姆語 - 俄語 - 斯洛伐克語 - 韃靼語 - 烏克蘭語 | 羅馬尼亞 批准日期：2007年10月24日 - 阿爾巴尼亞語 - 亞美尼亞語 - 希臘語 - 意大利語 - 馬其頓語 - 波蘭語 - 羅姆語 - 盧森尼亞語 - 韃靼語 - 意第緒語 - 保加利亞語 - 克羅地亞語 - 捷克語 - 德語 - 匈牙利語 - 俄語 - 塞爾維亞語 - 斯洛伐克語 - 土耳其語 - 烏克蘭語 塞爾維亞 批准日期：2006年2月15日 - 阿爾巴尼亞語 - 波斯尼亞語 - 保加利亞語 - 克羅地亞語 - 匈牙利語 - 羅姆語 - 羅馬尼亞語 - 盧森尼亞語 - 斯洛伐克語 - 烏克蘭語 斯洛伐克 批准日期：2001年9月5日 - 保加利亞語 - 克羅地亞語 - 捷克語 - 德語 - 匈牙利語 - 波蘭語 - 羅姆語 - 盧森尼亞語 - 烏克蘭語 斯洛維尼亞 批准日期：2000年10月4日 - 匈牙利語 - 意大利語 - 羅姆語 西班牙 批准日期：2001年4月9日 - 巴斯克語（巴斯克自治區和部分納瓦拉的官方語言） - （巴利亞利群島、和巴倫西亞自治區的官方語言） - 加里西亞語（加利西亞的官方語言，部分阿斯圖里亞斯、萊昂和薩莫拉省） 瑞典 批准日期：2000年2月9日 - 芬蘭語 - 梅安语 - 薩米語 - 羅姆語 - 意第緒語 瑞士 批准日期：1997年12月23日 - 意大利語 - 羅曼什語 乌克兰 批准日期：2005年9月19日 烏克蘭雖然不以名稱來承認語言，但以使用該語言的烏克蘭的少數民族作代表來承認。 - 白俄羅斯語 - 保加利亞語 - 克里米亞韃靼語 - 加告茲語 - 希臘語 - 德語 - 匈牙利語 - 猶太語言 - 摩爾多瓦語 - 波蘭語 - 羅馬尼亞語 - 俄語 - 斯洛伐克語 英国 批准日期：2001年3月27日 所有語言都被批准是適用於整個大不列顛及北愛爾蘭聯合王國，除了曼島語，其由英國皇家屬地曼島所承認。 - 康瓦爾語 - 愛爾蘭語 - 曼島語（受曼島政府所承認） - 蘇格蘭和北愛爾蘭的低地蘇格蘭語（阿爾斯特蘇格蘭語） - 蘇格蘭蓋爾語 - 威爾斯語 |

## 外部連結
- （英文）European Charter for Regional or Minority Languages text （页面存档备份，存于）
- （英文）More information on the treaty （页面存档备份，存于）
- （英文）Charter website （页面存档备份，存于）
- （英文）Eurolang (News agency about minority languages in Europe)